# Fontvannes
Fontvannes är en kommun i departementet Aube i regionen Grand Est (tidigare regionen Champagne-Ardenne) i nordöstra Frankrike. Kommunen ligger  i kantonen Estissac som ligger i arrondissementet Troyes. År 2022 hade Fontvannes 715 invånare.

## Befolkningsutveckling
Antalet invånare i kommunen Fontvannes
Referens: INSEE

## Galleri

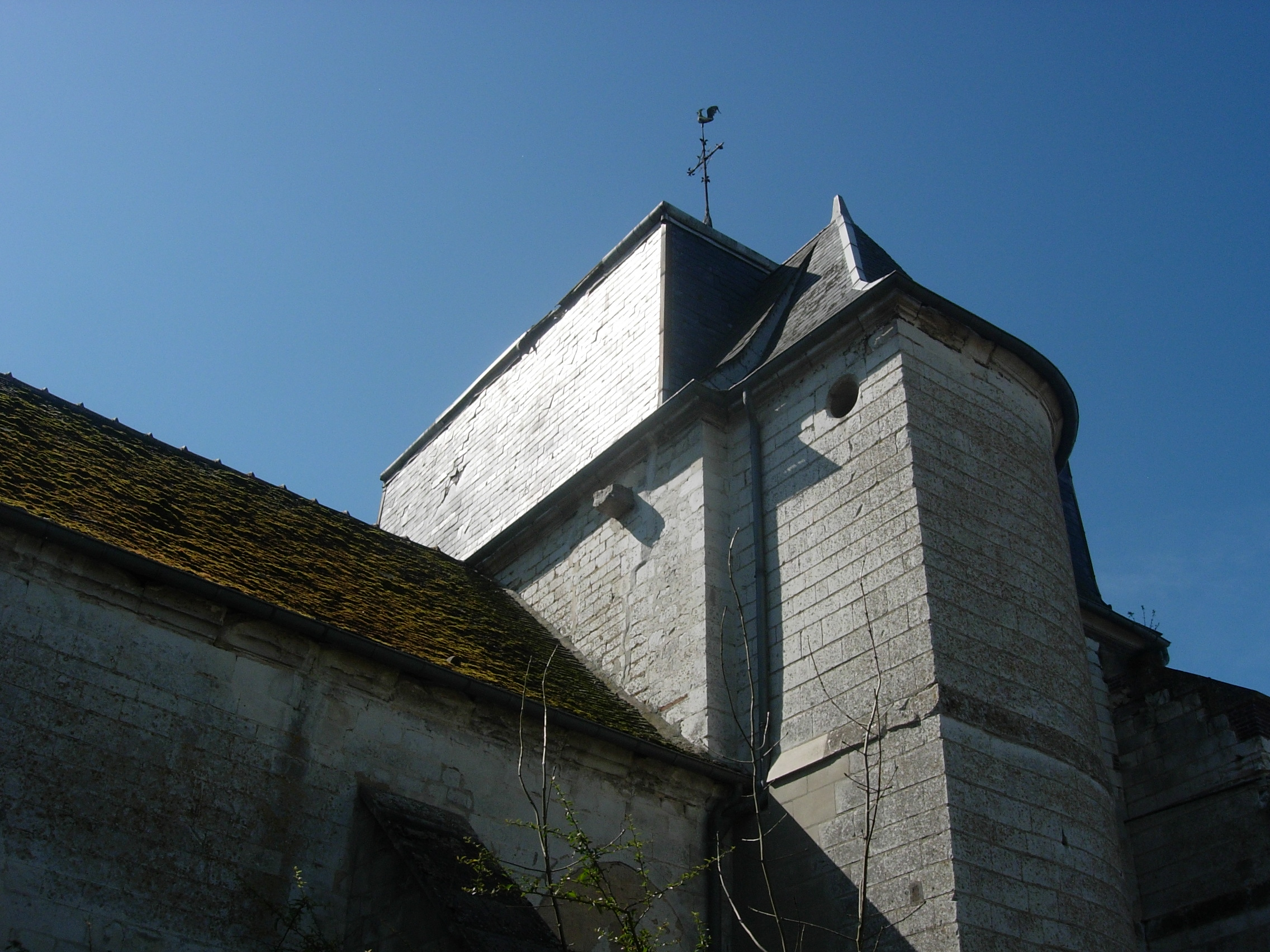
L'église de Fontvannes
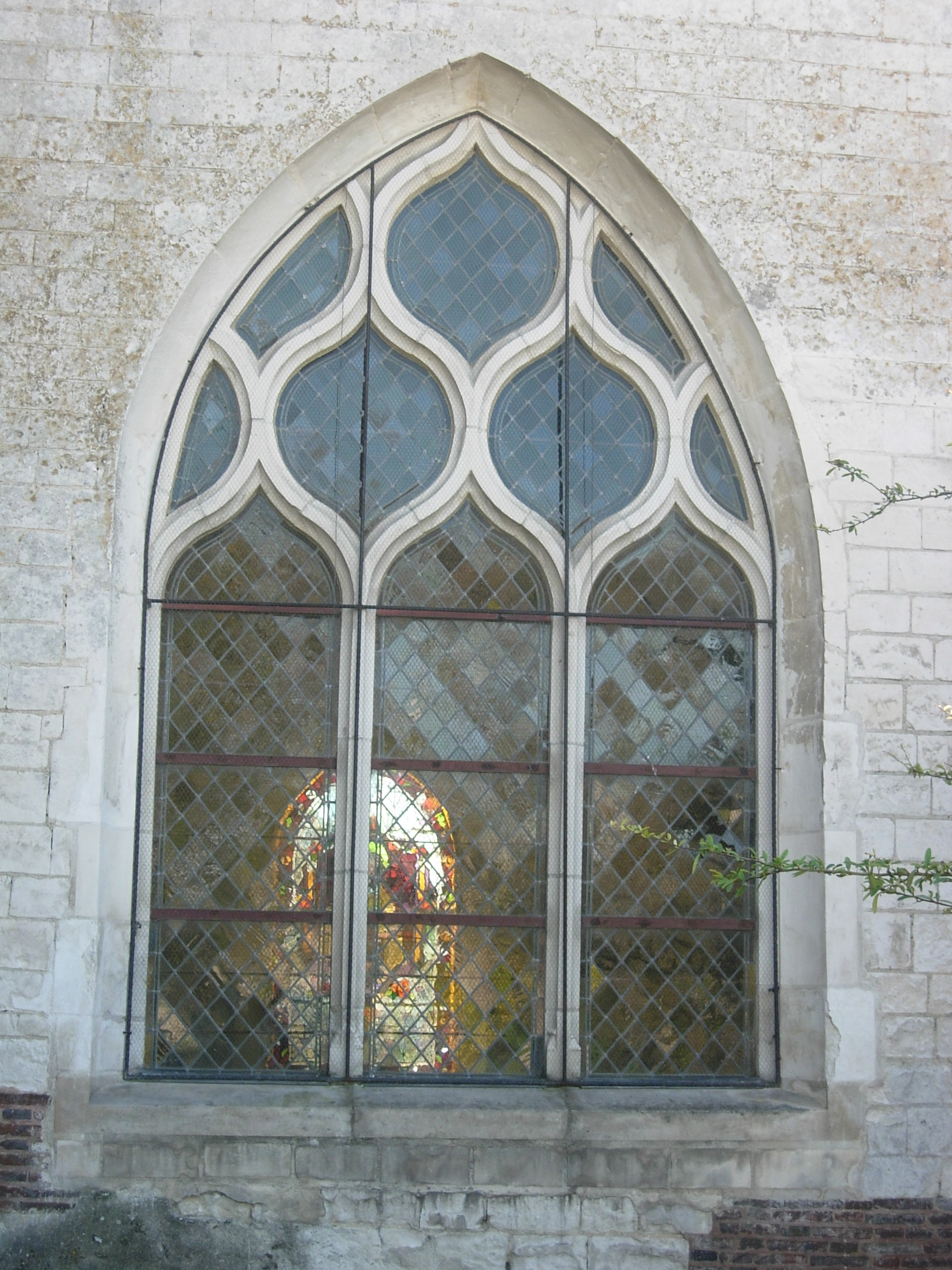
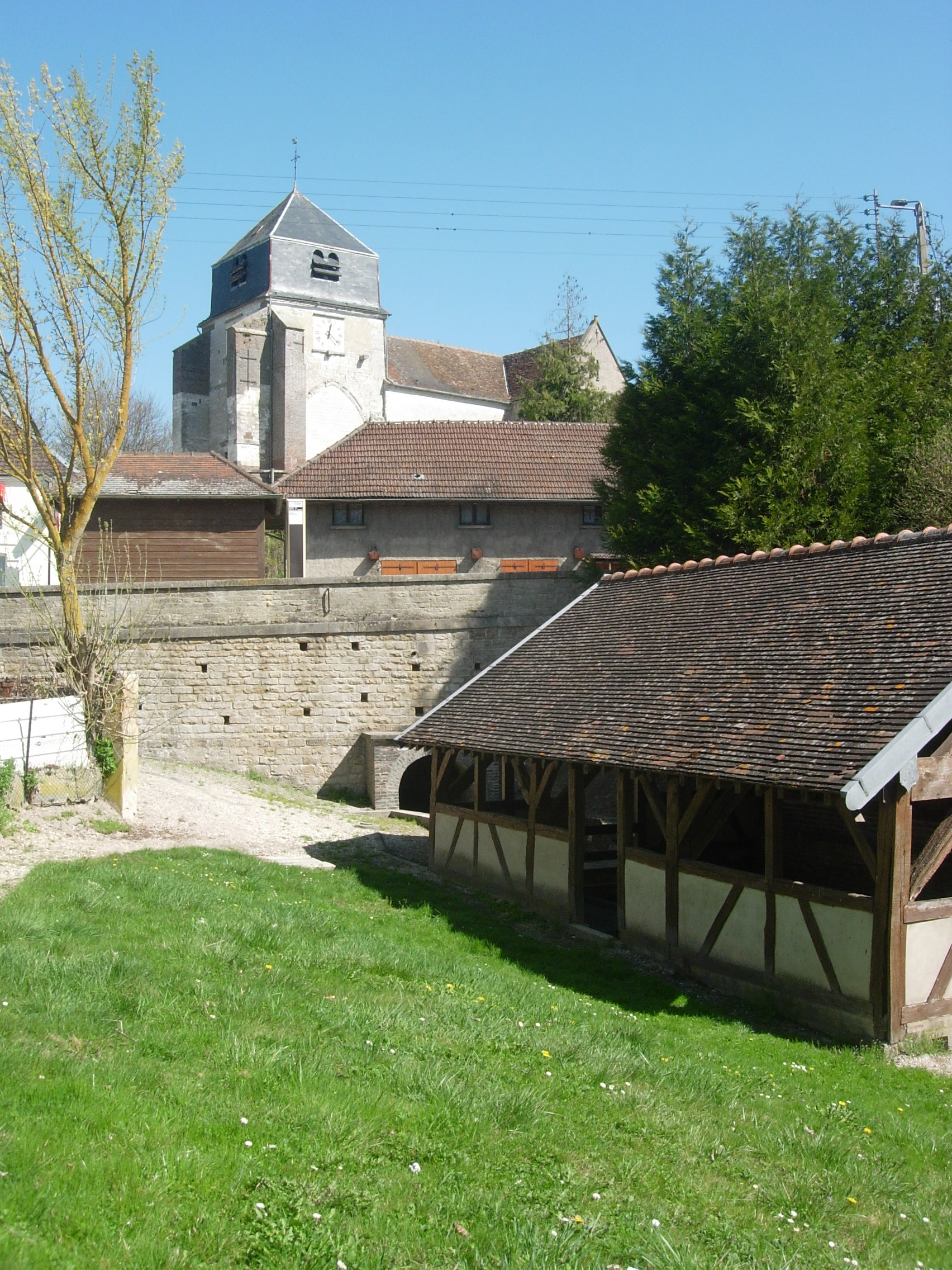
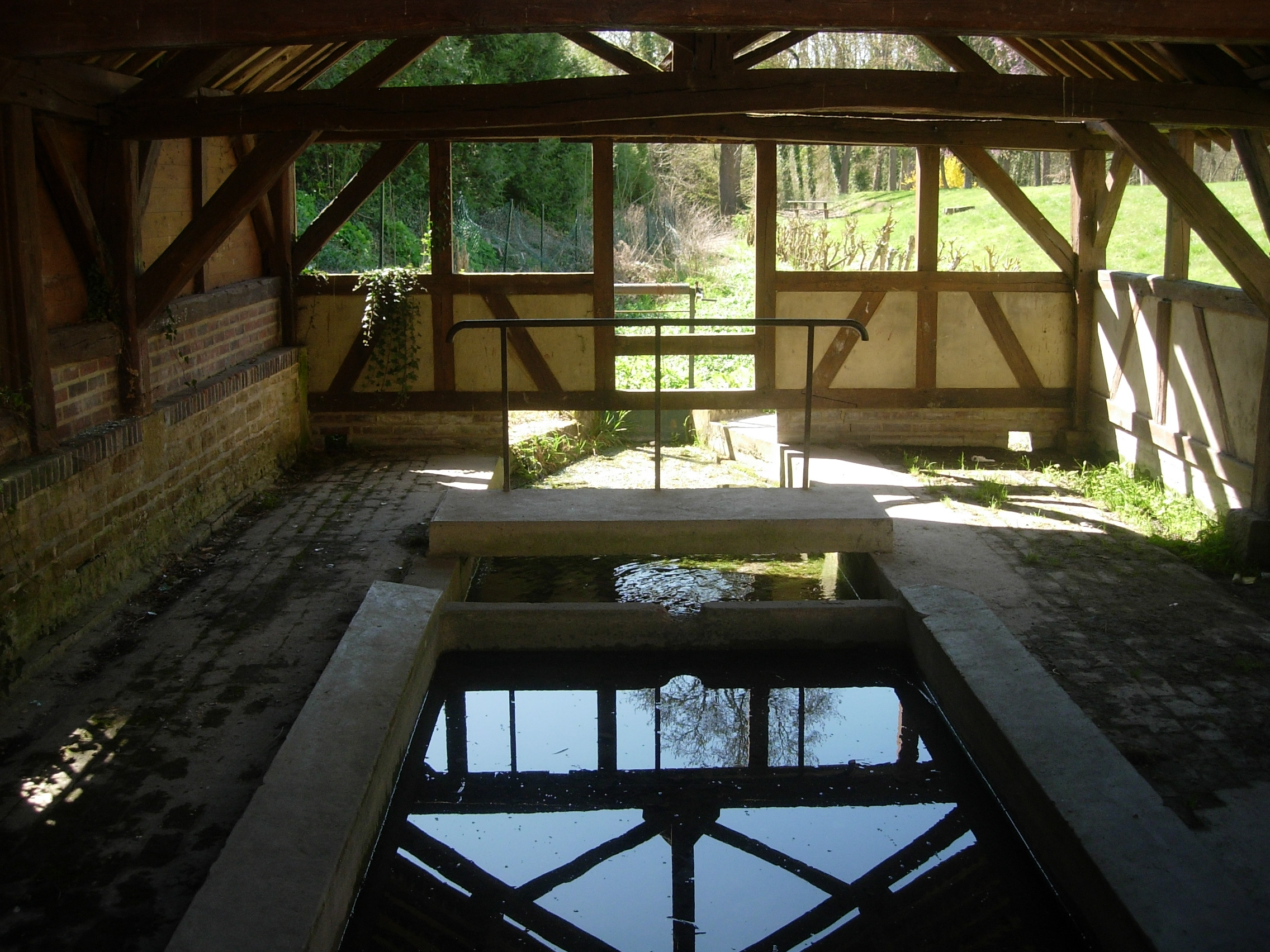
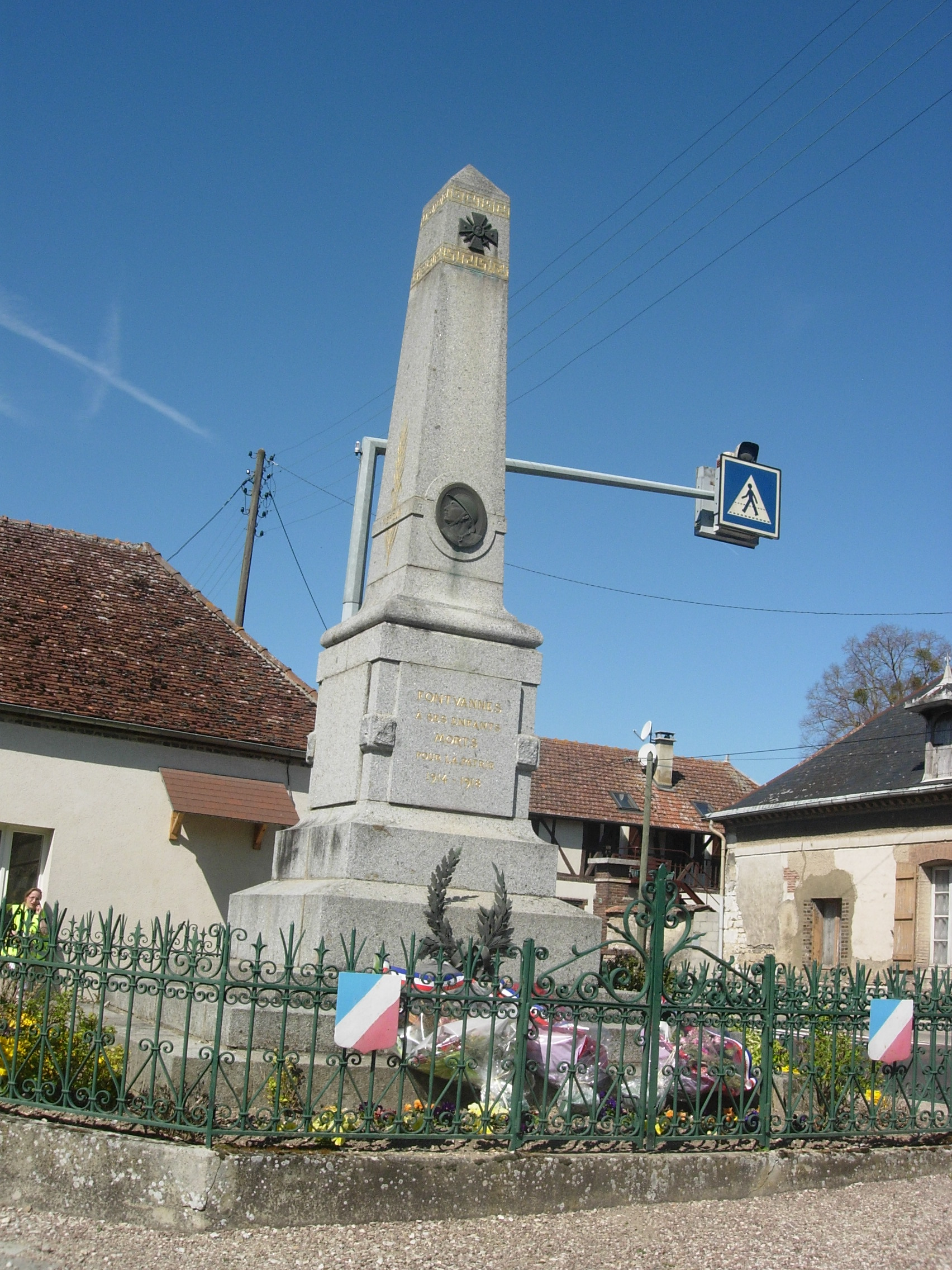